# Joanne Cunningham
Joanne Lois Cunningham, numită de obicei pur și simplu Joanne, a fost unul dintre personajele principale din Happy Days, care a apărut în 237 din cele 255 de episoade ale serialului. Rolul a fost jucat de Eran Moran.

## Personalitate
În sezoanele timpurii ale serialului, Joanne este portretizată ca sora mai mică a lui Richie Cunningham, încercând mereu să-și dea seama ce pune la cale Richie. Cu toate acestea, din al doilea sezon Joanne s-a îndrăgostit de Potsie, cel mai bun prieten al fratelui său, și a avut sentimente pentru acesta până în al patrulea sezon. În timpul sezonului 5, ea a lăsat în urmă dragostea pentru Potsie și s-a îndrăgostit de Chachi Arcola, vărul lui Fonzie. Ea și Chachi au format un cuplu oficial în sezonul 7 și s-au căsătorit la finalul serialului. 